# Fujiwara no Takasuke
Fujiwara no Takasuke (藤原隆祐; ... – 1251) è stato un poeta giapponese waka del primo periodo Kamakura.
È considerato uno dei Trentasei nuovi immortali della poesia (新三十六歌仙 Shin Sanjūrokkasen).
Figlio di Fujiwara no Ietaka, sua sorella era Tsuchimikado-in no Kozaishō.
Il suo stile poetico è stato elogiato da Fujiwara no Teika, ma solo due sue poesie sono state selezionate da Teika per Shinchokusen Wakashū. Tuttavia, un totale di 41 sue poesie sono state raccolte nelle Chokusen wakashū. Esiste una collezione personale Ryū suke ason-shū (隆祐朝臣集).